# Oukoopse Molen
De Oukoopse Molen is de naam van de Zuid-Hollandse wipmolen aan de Prinsendijk – genoemd naar prins Willem III - te Oukoop, gemeente Bodegraven-Reeuwijk. Naast de molen bevindt zich de Put van Kruijt een particulier natuurgebied dat ontstaan is door het turf steken.
De molen bemaalt op vrijwillige basis de polder Oukoop en Negenviertel en loost het overtollig water op de Enkele Wiericke. Het waterpeil in deze polder wordt mede door de Oukoopse Molen op ongeveer –2.20 NAP gehouden. De Oukoopse Molen heeft aan De Goudse Verzekeringsmaatschappij N.V toebehoord en is thans eigendom van de Rijnlandse Molenstichting.